# Orchestre de chambre tchèque
L'Orchestre de chambre tchèque (Český komorní orchestr en tchèque), aussi connu internationalement sous le nom de Czech Chamber Orchestra, est un orchestre de chambre de Tchéquie créé en 1946, basé à Prague.

## Histoire
L'Orchestre de chambre tchèque est fondé en 1946 par Václav Talich,.  
En 1948, l'ensemble cesse ses activités à la suite de la mise à l'écart de Talich par le régime communiste tchécoslovaque. Les membres de l'orchestre se dispersent alors et participent à la fondation de diverses autres formations, l'ensemble Ars Rediviva, les quatuors Vlach, Smetana, Czapari et Kocia, notamment,.  
En 1957, l'Orchestre de chambre tchèque reprend vie sous la houlette du violoniste Josef Vlach (de),.  
La formation, jouant sans chef, est composée de vingt-quatre cordes,.  
À la mort de Vlach, en 1988, c'est sa fille Jana Vlachová qui prend la direction de l'orchestre,.   

## Directeurs artistiques
Comme directeurs artistiques, se sont succédé à la tête de la formation, :
- Václav Talich (1946-1948) ;
- Josef Vlach (de) (1957-1994) ;
- Jana Vlachová (depuis 1988).